# Acridocephala
Acridocephala är ett släkte av skalbaggar som ingår i familjen långhorningar.

## Arter
- Acridocephala alboannulata Breuning, 1936
- Acridocephala bifasciata Dillon & Dillon, 1959
- Acridocephala bistriata Chevrolat, 1855
- Acridocephala densepunctata Breuning, 1938
- Acridocephala nicoletii Thomson, 1858
- Acridocephala nubilosa Breuning, 1938
- Acridocephala pulchra Dillon & Dillon, 1959
- Acridocephala seriata Jordan, 1903
- Acridocephala variegata Aurivillius, 1886